# La France ne peut pas accueillir toute la misère du monde
« La France ne peut pas accueillir toute la misère du monde » est une petite phrase du Premier ministre français Michel Rocard prononcée à plusieurs reprises à partir de 1989, peu après la réélection de François Mitterrand à la présidence de la République. Elle est devenue proverbiale et a été utilisée régulièrement depuis pour justifier le contrôle et la maîtrise des flux migratoires.

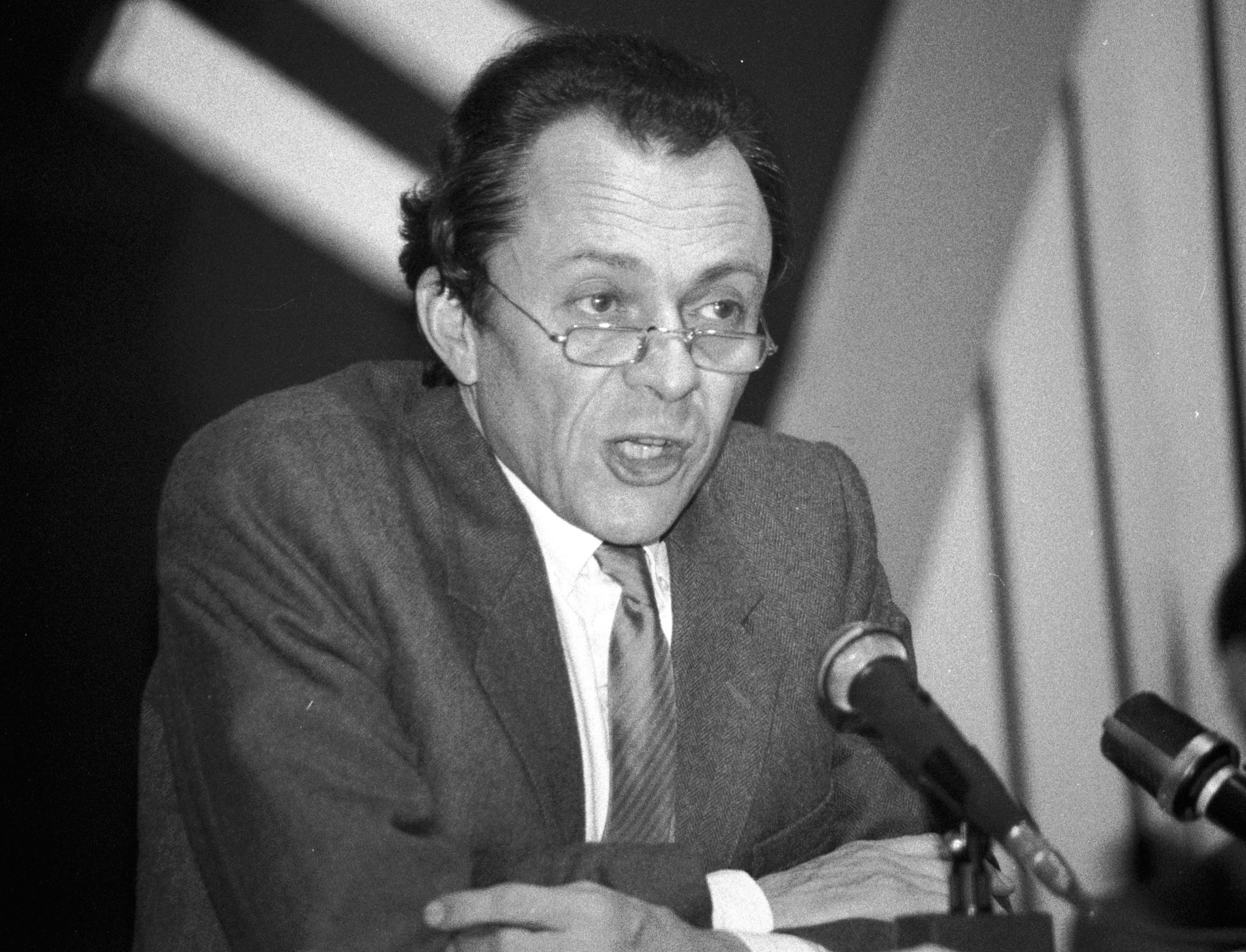
Michel Rocard en octobre 1981.

Michel Rocard a prononcé plusieurs versions de cette phrase entre 1989 et 2009. La version initiale, prononcée peu après l'affaire des « foulards islamiques » au collège de Creil, visait à justifier une politique anti-immigration. À partir de 1993, après que la droite a repris le pouvoir, Michel Rocard ajoute l'idée que la France doit « traiter le mieux possible la part [de la misère du monde] qu'elle a déjà », qu'« elle doit savoir en prendre fidèlement sa part », ou qu'« elle peut tout de même en accueillir une petite partie ».

## Contexte
Victorieux à l'élection de 1981, François Mitterrand devient président de la République. Plusieurs membres fondateurs du Groupe d'information et de soutien des immigrés (GISTI) sont appelés dans les cabinets ministériels. Le gouvernement de Pierre Mauroy, essentiellement socialiste, procède à une régularisation massive d'environ 130 000 étrangers en situation irrégulière, assouplit les conditions de séjour des immigrés en annulant la loi Bonnet et supprime la prime d'aide au retour. La marche pour l'égalité et contre le racisme est massivement soutenue par les associations et la classe politique. En 1984, la loi no 84-622 instaure un titre de séjour unique d'une durée de dix ans, dissocié du titre de travail. Dans le même temps, le gouvernement propose à nouveau une aide à la réinsertion des travailleurs étrangers dans leur pays d'origine.
À la suite des élections législatives de 1986 et durant la cohabitation de 1986–1988, le ministre de l'Intérieur, Charles Pasqua (RPR), fait adopter par le Parlement la loi no 86-1025 du 9 septembre 1986, dite lois Pasqua-Debré, relative aux conditions d'entrée et de séjour des étrangers en France, qui restreint l'accès à la carte de résident et facilite les expulsions d'étrangers en situation illégale. Le 8 octobre, l'expulsion de 101 Maliens déclenche une vague de protestations. En 1988, l'Office national d'immigration devient l'Office des migrations internationales, dont les attributions seront reprises en 2005 par l'Agence nationale d'accueil des étrangers et des migrations (ANAEM).
À la suite de la réélection en 1988 de François Mitterrand et de la dissolution de l'Assemblée nationale, la loi Pasqua est en partie adoucie. Le gouvernement crée le Haut Conseil à l'intégration, organisme consultatif. À la rentrée scolaire 1989, l'affaire des « foulards islamiques » au collège de Creil tourne à la vindicte des étrangers, et la droite et l'extrême droite profitent de la confusion entourant la polémique. Le 3 décembre 1989 à l'émission 7 sur 7, le Premier ministre Michel Rocard (PS) déclare que « La France ne peut pas accueillir toute la misère du monde… ».
Une semaine plus tard, François Mitterrand ajoute que le « seuil de tolérance » des Français à l'égard des étrangers « a été atteint dans les années 70 ».

## Variantes par Michel Rocard
(mars 2025).

### Versions initiales
Michel Rocard prononce pour la première fois publiquement la formule qui restera dans les mémoires le 3 décembre 1989. Il est l'invité d'Anne Sinclair dans l'émission 7 sur 7 sur TF1. Il précise la nouvelle position de la France en matière d'immigration, et déclare :

« […] je pense que nous ne pouvons pas héberger toute la misère du monde, que la France doit rester ce qu'elle est, une terre d'asile politique — nous sommes signataires de la Convention de Genève qui prévoit de donner accueil à tous ceux dont les libertés d'expression ou dont les opinions sont réprimées sur place — mais pas plus. »

Cette formule devient un élément de langage qu'il reprendra de nombreuses fois, avec des variantes plus ou moins significatives, dans de nombreuses interventions publiques ou lors d'entretiens, dans un énoncé visant clairement à justifier une politique anti-immigration,,, comme le 13 décembre 1989 à l'Assemblée nationale, :

« Puisque, comme je l'ai dit, comme je le répète, même si comme vous je le regrette, notre pays ne peut accueillir et soulager toute la misère du monde, il nous faut prendre les moyens que cela implique. »

et le 7 janvier 1990 à l'occasion d'un colloque devant des élus socialistes originaires du Maghreb, :

« Aujourd'hui, je dis clairement — je n'ai pas de plaisir à le dire, j'ai beaucoup réfléchi avant d'assumer cette formule, il m'a semblé que mon devoir était de l'assumer complètement : la France n'est plus, ne peut plus être une terre d'immigration nouvelle. Je l'ai déjà dit et je le réaffirme : quelque généreux qu'on soit, nous ne pouvons accueillir toute la misère du monde. »

### Versions complétées
Le 4 juillet 1993, à une nouvelle émission de 7 sur 7, en cherchant à se distancier de la droite revenue au pouvoir et en réaction à la politique anti-immigration de Charles Pasqua, Anne Sinclair lui rappelle cette phrase devenue célèbre ; Michel Rocard donne alors à sa position une forme plus nuancée. Dans cette nouvelle version, il ne dit pas que la France doive accueillir une part (supplémentaire) de la misère du monde, mais seulement traiter le mieux possible la part qu'elle a déjà :

« Laissez-moi lui ajouter son complément, à cette phrase. Je maintiens que la France ne peut pas accueillir toute la misère du monde. La part qu'elle en a, elle prend la responsabilité de la traiter le mieux possible. Mais à partir de là, ce n'est pas non plus une raison pour que la France se charge de toutes les xénophobies du monde. »

À partir de 1996, Michel Rocard se plaint de ce que les médias et les personnalités politiques foncièrement hostiles à l'immigration ont tronqué systématiquement cette phrase en la citant sous la forme courte (« La France ne peut accueillir toute la misère du monde »), alors que, selon lui, la forme complète était :  

« La France ne peut accueillir toute la misère du monde, mais elle doit savoir en prendre fidèlement sa part. »

Dans L'Express du 25 avril 1996 apparaît cette variation : « Si la France ne peut accueillir toute la misère du monde, elle peut tout de même en accueillir une petite partie ».
Dans Le Monde, le 24 août 1996, il déclare : 

« La France ne peut pas accueillir toute la misère du monde, mais elle doit en prendre fidèlement sa part. Prononcée par moi en 1990, la première partie de cette phrase a eu un destin imprévisible. Elle soulignait les limites inévitables que les circonstances économiques et sociales imposent à toute démarche d'immigration, et cela d'autant plus qu'on veut la conduire dignement. Ce rappel des contraintes pesant sur les responsables politiques a été perversement interprété comme un ralliement à une doctrine d'immigration zéro qui n'a jamais été la mienne et qui serait aussi irréaliste pour la France que dangereuse pour son économie. Au point qu'aujourd'hui cette phrase, prononcée à l'époque devant les militants et amis de la Cimade, auditoire non suspect de xénophobie, est séparée de son contexte et sert de caution tous azimuts pour légitimer l'application, sans aucune considération des droits de la personne humaine, des impitoyables lois Pasqua de 1993, qui doivent être abrogées tout comme mon gouvernement avait fait abroger la loi Pasqua de 1986. »

Et le 26 septembre 2009, il écrit dans Libération : 

« Chers amis, permettez-moi, dans l'espoir, cette fois-ci, d'être bien entendu, de le répéter : la France et l'Europe peuvent et doivent accueillir toute la part qui leur revient de la misère du monde. […] Que nous ne puissions à nous seuls prendre en charge la totalité de la misère mondiale ne nous dispense nullement de devoir la soulager autant qu'il nous est possible. […] Une malheureuse inversion, qui m'a fait évoquer en tête de phrase les limites inévitables que les contraintes économiques et sociales imposent à toute politique d'immigration, m'a joué le pire des tours : séparée de son contexte, tronquée, mutilée, ma pensée a été sans cesse invoquée pour soutenir les conceptions les plus éloignées de la mienne. Et, malgré mes démentis publics répétés, j'ai dû entendre à satiété le début négatif de ma phrase, privé de sa contrepartie positive, cité perversement au service d'idéologies xénophobes et de pratiques répressives et parfois cruellement inhumaines que je n'ai pas cessé de réprouver, de dénoncer et de combattre. »

À la mort de Michel Rocard, elle était l'une de ses citations les plus célèbres.

## Exégèses
Jacques Mucchielli (d) a dénoncé « l'absurdité logique d'un tel énoncé : qu'est-ce qu'une misère acceptable ? qu'est qu'une misère inacceptable ? quelle est la partie de la misère qui serait acceptable ? y a-t-il donc d'un côté une « bonne misère » à secourir et de l'autre une « mauvaise misère » à rejeter ? en quel sens les phénomènes d'immigration seraient-ils « toute la misère du monde » ? ».
Plus récemment dans l'ouvrage 50 questions de sociologie, Mathieu Ichou a cherché à démonter les trois présupposés qui semblent fonder cette formule, selon lesquels l'ampleur de l'immigration serait telle que la France ne serait pas en mesure de faire face; que ces migrants représenteraient la « misère du monde » ; et enfin que les migrants ne repartiraient jamais.
Pierre Tevanian et Jean-Charles Stevens ont analysé la phrase « On ne peut pas accueillir toute la misère du monde » en en discutant chaque mot pour en extraire le sens,, en commençant par le sujet « on » (ou dans une variante, « nous »), qui dilue la responsabilité, crée un consensus artificiel, et sépare dans un réflexe xénophobe la collectivité nationale de la masse des étrangers. L'utilisation du verbe « pouvoir » est aussi qualifiée de « coup de force rhétorique » dans la mesure où le choix politique est ainsi caché derrière une prétendue nécessité, grâce à l'invocation d'une impuissance de nature économique. Le mot « accueillir » (ou dans la version initiale de la phrase, « héberger ») est une métaphore domestique qui détourne de l'objectif de mener une réelle politique publique. Le mot « toute » exagère la menace d'une invasion et justifie une politique de tri, illustrée par le contraste entre le volontarisme en faveur des réfugiés ukrainiens en 2022 et l'indifférence aux Afghans fuyants le retour des talibans un an plus tôt. Le terme « misère » est abstrait ; ce choix de mot efface l'humanité des personnes qui s'exilent, tout en les assignant au malheur.

## Réactions et réutilisations politiques
Depuis sa première apparition, la formule est régulièrement citée et on n'en peut dénombrer les occurrences. Le plus souvent, c'est la version d'origine qui est citée au service d'une opinion hostile à l'immigration voulant trouver une référence consensuelle (puisque émanant d'un Premier ministre socialiste) susceptible de légitimer une politique restrictive quant à l'accueil en France des étrangers dans le besoin. Cette phrase a entre autres été reprise par Manuel Valls en 2012 et Emmanuel Macron en 2017, 2019, 2021 et 2023.

### Exemples de réutilisation
- « La France ne peut pas accueillir toute la misère du monde et de l'Europe », Manuel Valls, ministre de l'Intérieur, en 2012, en réponse à une question sur les Roms[17].
- « Souvenez-vous de ce que disait Michel Rocard, l'Europe ne peut pas accueillir toute la misère du monde, mais elle peut prendre sa part de cette misère », Michel Sapin, ministre des Finances, 20 avril 2015 sur France Info[18],[4].
- « Complétons la formule de Michel Rocard, il a dit "on ne va pas prendre toute la misère du monde, encore faut-il s'y efforcer" », Bernard Kouchner, ex-ministre des Affaires étrangères, 21 avril 2015 sur LCI - Radio Classique[19],[4].
- « On ne peut pas prendre toute la misère du monde, comme disait Rocard », Emmanuel Macron le 21 novembre 2017 lors de l'inauguration de la 33e campagne hivernale des Restaurants du Cœur[20].
- « On ne peut pas accueillir toute la misère du monde », Emmanuel Macron en 2023, en réponse à l'interpellation du pape François qui appelle l'Europe à ne pas rester indifférente au sort des migrants traversant la Méditerranée[16].
- « Peut-on accueillir tous ceux qui se considèrent comme victimes des désordres économiques du monde ? », Didier Leschi, directeur général de l'Office français de l'immigration et de l'intégration, en réaction à l'adoption de la loi immigration en 2023[21].
- « On ne peut pas accueillir toute la misère du monde », Jean-François Roberge, ministre de l'Immigration, de la Francisation et de l'Intégration du Québec, en avril 2025[22].